# Ерин Карплък
Ерин Карплък (на английски: Erin Karpluk) е канадска телевизионна актриса.
Най-известна е с ролята ѝ на Ерика Стрейндж в канадския сериал „Да бъдеш Ерика“. Други значими нейни роли са в американския сериал „Превратностите на живота“ и канадския „Godiva's“.

## Биография
Карплък е родена в Джаспър, Албърта в семейство от украински произход. Майка и работи като директор на училище, а баща ѝ за железниците. Дипломира се със степен по актьорско майсторство от Университета на Виктория през 2004. Кариерата си на актьор започва още през 2000, а до дипломирането си участва в редица телевизионни продукции, снимани основно във Ванкувър. Първата ѝ главна роля е като Кейт в канадския сериал „Godiva's“, който се излъчва между 2005 и 2006. За ролята си в сериала Карплък е номинирана през 2005 за награда Лио, а на следващата година за Джемини.
Истинският успех застига Ерин със следващото и значимо телевизионно начинание „Да бъдеш Ерика“. Сериалът с примеси на драма, комедия и фантастика се оказва пълен успех в Канада, излъчва се в над 160 държави и се очаква да бъде адаптиран от за американския и британския телевизионни пазари. За ролята си на издателката Ерика Стрейндж, която получава уникалната възможност да пътува във времето и да поправя грешките си, Карплък печели награда Джемини в категорията Най-добра актриса в драма сериал през 2009. На Ерин ѝ е предложено да се включи в „Да бъдеш Ерика“ докато се снима за американския сериал „Ел Връзки“, в който тя има кратка история в рамките на три епизода. През 2010 Ерин печели награда Лио в категорията Най-добра актриса в драматичен сериал, отново за играта си в „Да бъдеш Ерика“. В телевизионния сезон 2010-2011 Ерин Карплък се снима и в сериала „Повратностите на живота“, където играе Алис.

## Избрана филмография
- „Dark Angel“ (1 епизод)
- „Землемория“ (филм)
- „Godiva's“ (19 епизода)
- „Свръхестествено“ (1 епизод)
- „Едно момиче в Аляска“ (1 епизод)
- „Bionic Woman“ (2 епизода)
- „Ел Връзки“ (3 епизода)
- „The Guard“ (2 епизода)
- „Повратностите на живота“ (7 епизода)
- „Да бъдеш Ерика“ (38 епизода)